# Zanthoxylum heitzii
Zanthoxylum heitzii ist ein Baum in der Familie der Rautengewächse aus dem zentralen Afrika, der Republik Kongo, Gabun und der Demokratischen Republik Kongo.

## Beschreibung
Zanthoxylum heitzii wächst als schnellwüchsiger, dorniger Baum bis zu 35 Meter oder mehr hoch. Der Stammdurchmesser erreicht bis zu 150 Zentimeter. Der Stamm jüngerer Exemplare ist mit bis zu 9 Zentimeter langen und dicken, konischen, an der Spitze schmalspitzigen Dornen bewehrt. Bei älteren Exemplaren fehlen die Dornen fast ganz. Die glatte, aromatische Borke ist gräulich bis braun-grau mit grünlichen Flecken und im Alter schuppig.
Die wechselständigen, an den Zweigenden gedrängten, langen und kurz gestielten Laubblätter sind unpaarig gefiedert mit 25–51 Blättchen. Die Blätter sind bis zu 1 Meter lang, mit kahler, aber manchmal mit Stacheln besetzter Rhachis. Die eilanzettlichen bis länglichen, ledrigen und kahlen, mehr oder weniger gegenständigen, sitzenden Blättchen sind etwa 10–20 Zentimeter lang und 2–5 Zentimeter breit. Sie sind mit wenigen, winzigen Drüsen besetzt und am Rand leicht gekerbt, gesägt sowie spitz bis zugespitzt oder geschwänzt. Die Blättchenspreite ist öfters ungleich. Die jungen Blätter sind rötlich.
Zanthoxylum heitzii ist zweihäusig, diözisch. Es werden große, end- oder achselständige und vielblütige Rispen gebildet. Die sehr kleinen, fünfzähligen Blüten sind sitzend und mit doppelter Blütenhülle. Die winzigen, fast ganz verwachsenen Kelchblätter sind bis 1 Millimeter lang. Die 2 Millimeter langen Petalen sind erst weißlich und werden dann bräunlich. Die männlichen Blüten besitzen Staubblätter und einen kleinen Pistillode, die weiblichen einen oberständigen Fruchtknoten und minimale Staminodien.
Es werden sehr kleine, einsamige und nur 4 Millimeter große, drüsig-punktierte, rundliche, zur Reife bräunliche Balgfrüchte gebildet. Der bis 2,5 Millimeter große Samen ist schwärzlich und glänzend.

## Verwendung
Das helle, mittelharte Holz, Satinholz, ist bekannt als Olon (tendre).
Die Rinde wird medizinisch verwendet.